# Apurlec
Apurlec es el nombre de un complejo arqueológico monumental, de la época precolombina, situado a unos 10 km al sur de Motupe, en el norte de Perú. Se trata de uno de los complejos arqueológicos más grandes del Antiguo Perú, perteneciente a la cultura lambayeque (aproximadamente 700 a 1300 d. C.). Está conformado por ruinas de pirámides y conjuntos habitacionales de adobe, asociados a vestigios de plazas, canales de regadío y campos de cultivo. En 1996, el Instituto Nacional de Cultura, por R.D. n. º 239-96, lo declaró como patrimonio cultural de carácter intangible, inalienable e imprescriptible.

## Ubicación
Se halla situado a unos 10 km al sur de Motupe, en la provincia de Lambayeque del departamento del mismo nombre. El conjunto ocupa una vasta área: mide en su eje norte-sur unos 4 km y ocupa un área superior a 25.000 km². Pero su sector principal se halla en las inmediaciones del pequeño cerro Apurlec.

## Cronología
La prueba del radio carbono 14 ha determinado que surgió en las postrimerías del Intermedio Temprano, siendo contemporáneo con el desarrollo de la cultura moche (c. 600 d. C.). Continuó vigente a lo largo del periodo conocido como Horizonte Medio (época del Imperio Wari) y se prolongó hasta la invasión chimú del área de Lambayeque (c. 1300 d. C.). Al parecer, fue abandonada por estragos de la naturaleza (inundaciones producidas por el fenómeno del Niño y subsecuentes sequías).

## Estudios
El nombre de Apurlec no aparece mencionado en las crónicas coloniales, pero es probable que sea la Xayanca o Jayanca que menciona el cronista Pedro Cieza de León en su descripción de los pueblos costeros del Perú (siglo XVI):

Cuatro leguas de Motupe está el hermoso y fresco valle de Xayanca, que tienen de ancho casi cuatro leguas; pasa por él un lindo río, de donde sacan acequias que bastan a regar todo lo que los indios quieren sembrar. Y fue en los tiempos pasados este valle muy poblado, como los demás, y hay en él grandes aposentos y depósitos de los señores principales, en los cuales estaban sus mayordomos mayores, que tenían los cargos que otros que en lo atrás he contado. Los  señores naturales de estos valles fueron estimados y acatados por sus súbditos; todavía lo son los que han quedado, y andan acompañados y muy servidos de mujeres y criados, y tienen sus porteros y guardas.
Pedro Cieza de León, La Crónica del Perú, capítulo LXVII.

El sitio fue dado a conocer por Enrique Brüning en 1917. Luego fue investigado por Richard Schaedel (1951) y Paul Kosok (1958); este último fue el primero en vislumbrar la importancia y magnitud de los campos agrícolas y del sistema hidráulico asociado al complejo.
Posteriormente hicieron estudios Eiichiro Ishida (1960), Federico Kauffman Doig (1964), Hans Hockheimer (1965), Luis Lumbreras (1974) y Hermann Trimborn (1979), quien realizó los estudios de campo más detenidos. 
Los estudios han determinado que se trata de una antigua ciudad o centro urbano de élite, del mismo nivel que Chanchán y Túcume. La presencia de canales de regadío y campos de cultivo indicaría que fue un importante centro de producción y distribución agrícola, más que un centro ceremonial.
Actualmente el complejo se ve amenazado por la expansión del área agrícola.
Dato:
Manuel Chambergo, investigador del Museo Arqueológico Nacional Brüning, subrayó que tiene una expansión de aproximadamente 12 mil hectáreas de reserva arqueológica. Las ruinas de sus pirámides  y conjuntos habitacionales de adobe, lo hacen único y muy importante.

## Descripción
Es un extenso conjunto arquitectónico cuyo sector principal colinda con las faldas del cerro Apurlec, promontorio rocoso que se eleva en medio del desierto. Está conformado por plataformas piramidales, conectadas a plazas y recintos ceremoniales. Las construcciones son de adobe; en algunos casos se usaron piedras rústicas mezcladas con barro, como se ve en los restos de murallas que rodean grupos de recintos. 
Complementa este conjunto una amplia red de canales de regadío y campos de cultivo, estos últimos excavados hasta alcanzar las capas húmedas y fértiles, es decir, las aguas subterráneas (wachaques). Todo ello constituye el más extenso y amplio sistema de tecnología hidráulica de la costa norte peruana. 
También hay restos de un camino, que posiblemente se siguió usando hasta la época inca y que habría sido recorrido por los conquistadores españoles.